# آبزائوو (شهرستان کیگینسکی، باشقیرستان)
آبزائوو (انگلیسی: Abzaevo, Kiginsky District, Bashkortostan) یک شهرک در شهرستان کیگینسکی استان باشقیرستان کشور روسیه است.